# Konzolová hra
Konzolová hra je typ videohry sestávající z obrázků a často zvuků generovaných videoherní konzolí, které se zobrazují na televizi nebo podobném audio-video systému a s nimiž může hráč manipulovat. Tato manipulace se obvykle provádí pomocí ručního zařízení připojeného ke konzoli, nazývané jako herní ovladač. Konzolové hry jsou své platformě uzpůsobené i co se týče podporovaných ovládacích prvků, které mohou zahrnovat tlačítka nebo analogové joysticky, z nichž každému je přiřazen účel pro interakci a ovládání hry.